# Sphaenorhynchus caramaschii
Sphaenorhynchus caramaschii är en groddjursart som beskrevs av Toledo, Garcia, Lingnau och Célio F.B. Haddad 2007. Sphaenorhynchus caramaschii ingår i släktet Sphaenorhynchus och familjen lövgrodor. IUCN kategoriserar arten globalt som livskraftig. Inga underarter finns listade i Catalogue of Life.